# تپه پل عباس‌آباد
تپه پل عباس‌آباد در شهرستان درمیان، روستای گاویج واقع شده و این اثر در تاریخ ۱۹ اسفند ۱۳۸۰ با شمارهٔ ثبت ۴۷۹۹ به‌عنوان یکی از آثار ملی ایران به ثبت رسیده است.